# CFBDSIR 2149-0403 (Планета)
CFBDSIR 2149-0403 (повне позначення CFBDSIR J214947.2-040308.9) — міжзоряна планета. З ймовірністю в 87 % є частиною рухомої групи зір AB Золотої Риби: на це вказує її положення на небі і власний рух. Вік планети — від 50 до 120 мільйонів років.

## Відкриття
CFBDSIR 2149-0403 була відкрита в рамках Canada-France Brown Dwarfs Survey — це огляд неба в інфрачервоному діапазоні, і підтверджена даними телескопа WISE.

## Відстань до Землі
Станом на листопад 2012 року, ця одинока планета є найближчою з усіх відомих планет-сиріт. Найближчою до Землі звичайною планетою (яка обертається навколо зорі) є Альфа Центавра Bb. Якщо об'єкт належить до групи AB Doradus, тоді відстань до нього приблизно 40 ± 4 парсеки (130 ± 13 світлових років); за іншими розрахунками, вона становить від 25 до 50 парсеків.

## Атмосфера
Спектроскопічні спостереження виявили поглинання газоподібним метаном та водою.

## Розміри
Планета в 4 рази більша за Юпітер і в 7 разів важча. Температура на поверхні — близько 400 °C.